# Vudvardija
Vudvardija (lat. Woodwardia),  rod listopadnih i vazdazelenih trajnica paprati iz porodice Blechnaceae. pripadaju mu 13 vrsta i hibrida raširenih po sjevernoj hemisferi, južno do Kostarike i zapadne Indonezije, uglavnom Istočna Azija i Amerika (3).

## Vrste
1. Woodwardia auriculata Blume
2. Woodwardia fimbriata J. E. Sm.
3. Woodwardia harlandii Hook.
4. Woodwardia japonica (L. fil.) Sm.
5. Woodwardia kempii Copel.
6. Woodwardia magnifica Ching & P. S. Chiu
7. Woodwardia martinezii Maxon ex Weath.
8. Woodwardia orientalis Sw.
9. Woodwardia prolifera Hook. & Arn.
10. Woodwardia radicans (L.) Sm.
11. Woodwardia semicordata Mickel & Beitel
12. Woodwardia spinulosa M. Martens & Galeotti
13. Woodwardia unigemmata (Makino) Nakai
14. Woodwardia × intermedia Christ
15. Woodwardia × izuensis Kurata

## Sinonimi
- Chieniopteris Ching
- Woodwardia sect.Chieniopteris (Ching) Cranfill